# ドーバーデーモン
ドーバーデーモン (Dover Demon) は、アメリカ合衆国マサチューセッツ州ドーバーで目撃された未確認動物。

## 概要
目撃証言は1977年4月に集中している。それらによると、全長は約1.2メートルで、頭部は瓜型で大きな目のみが見え、胴体は頭部と比較して小さく、細長い手足と指で歩き、目撃例には前足を木にあてて2本足で立っていたというものもある。

## 検証
その正体については、UMA関連の仮説で一般的である未知の生物、突然変異種、実験動物説などのほかに、グレイに似た外観から宇宙生物説といったものまでいくつかの説が上げられている。未知の生物の場合、体毛がなくぬめりがあったという証言から水棲生物と仮定されることが多い。一方、ヘラジカの子供とも似ていることからそれを見間違えたという説もある。